# Liancourt
Liancourt település Franciaországban, Oise megyében. Lakosainak száma 6884 fő (2022. január 1.). Liancourt Bailleval, Cauffry, Rantigny, Rosoy, Verderonne és Mogneville községekkel határos.

## Népesség
A település népességének változása:
| Lakosok száma | 7204 | 7093 | 7055 | 6880 | 6951 | 7010 | 7083 | 6983 | 6884 |
|               | 2013 | 2015 | 2016 | 2017 | 2018 | 2019 | 2020 | 2021 | 2022 |